# Mount Warning
Mount Warning (engelska: Mt Warning) är ett berg och en vulkan i Australien. Det ligger i regionen Tweed och delstaten New South Wales, i den sydöstra delen av landet. Toppen på Mount Warning är 1 156 meter över havet, eller 949 meter över den omgivande terrängen. Mount Warning ingår i The Sisters.
I omgivningarna runt Mount Warning växer i huvudsak städsegrön lövskog.